# Uganda i olympiska sommarspelen 2020
Uganda deltog med en trupp på 25 idrottare vid de olympiska sommarspelen 2020 i Tokyo som hölls mellan den 23 juli och 8 augusti 2021 efter att ha blivit framflyttad ett år på grund av coronaviruspandemin. Uganda har sedan 1956 deltagit vid varje sommar-OS förutom 1976. Totalt vann de två guldmedaljer, en silvermedalj och en bronsmedalj.

## Medaljer
| Medalj | Namn             | Sport     | Gren                    | Datum          |
| ------ | ---------------- | --------- | ----------------------- | -------------- |
| 1      | Peruth Chemutai  | Friidrott | Damernas 3 000 m hinder | 4 augusti 2021 |
| 1      | Joshua Cheptegei | Friidrott | Herrarnas 5 000 m       | 6 augusti 2021 |
| 2      | Joshua Cheptegei | Friidrott | Herrarnas 10 000 m      | 30 juli 2021   |
| 3      | Jacob Kiplimo    | Friidrott | Herrarnas 10 000 m      | 30 juli 2021   |

## Boxning
| Boxare                | Gren                 | Sextondelsfinal      | Åttondelsfinal       | Kvartsfinal          | Semifinal            | Final                | Final            |
| Boxare                | Gren                 | Motståndare Resultat | Motståndare Resultat | Motståndare Resultat | Motståndare Resultat | Motståndare Resultat | Placering        |
| --------------------- | -------------------- | -------------------- | -------------------- | -------------------- | -------------------- | -------------------- | ---------------- |
| Shadiri Bwogi         | Herrarnas weltervikt | Bye                  | Madiev (GEO) L 1–3   | Gick inte vidare     | Gick inte vidare     | Gick inte vidare     | Gick inte vidare |
| Kavuma David Ssemujju | Herrarnas mellanvikt | Nemouchi (ALG) L 0–5 | Gick inte vidare     | Gick inte vidare     | Gick inte vidare     | Gick inte vidare     | Gick inte vidare |
| Catherine Nanziri     | Damernas flugvikt    | Namiki (JPN) L 0–5   | Gick inte vidare     | Gick inte vidare     | Gick inte vidare     | Gick inte vidare     | Gick inte vidare |

## Friidrott
Förkortningar
- Notera– Placeringar avser endast det specifika heatet.
- Q = Tog sig vidare till nästa omgång
- q = Tog sig vidare till nästa omgång som den snabbaste förloraren eller, i teknikgrenarna, genom placering utan att nå kvalgränsen
- i.u. = Omgången fanns inte i grenen
- Bye = Idrottaren behövde inte tävla i omgången

Gång- och löpgrenar
Herrar
| Bana och väg      | Gren           | Heat     | Heat      | Semifinal        | Semifinal        | Final            | Final            |
| Bana och väg      | Gren           | Resultat | Placering | Resultat         | Placering        | Resultat         | Placering        |
| ----------------- | -------------- | -------- | --------- | ---------------- | ---------------- | ---------------- | ---------------- |
| Ronald Musagala   | 1 500 m        | DNF      | DNF       | Gick inte vidare | Gick inte vidare | Gick inte vidare | Gick inte vidare |
| Oscar Chelimo     | 5 000 m        | 13.39,07 | 4 Q       | i.u.             | i.u.             | 13.44,45         | 16               |
| Joshua Cheptegei  | 5 000 m        | 13.30,61 | 5 Q       | i.u.             | i.u.             | 12.58,15         | 1                |
| Jacob Kiplimo     | 5 000 m        | 13.30,40 | 4 Q       | i.u.             | i.u.             | 13.02,40         | 5                |
| Joshua Cheptegei  | 10 000 m       | i.u.     | i.u.      | i.u.             | i.u.             | 27.43,63 0SB0    | 2                |
| Jacob Kiplimo     | 10 000 m       | i.u.     | i.u.      | i.u.             | i.u.             | 27.43,88         | 3                |
| Stephen Kissa     | 10 000 m       | i.u.     | i.u.      | i.u.             | i.u.             | DNF              | DNF              |
| Albert Chemutai   | 3 000 m hinder | 8.29,81  | 9         | i.u.             | i.u.             | Gick inte vidare | Gick inte vidare |
| Felix Chemonges   | Maraton        | i.u.     | i.u.      | i.u.             | i.u.             | 2:20.53          | 51               |
| Stephen Kiprotich | Maraton        | i.u.     | i.u.      | i.u.             | i.u.             | DNF              | DNF              |
| Fred Musobo       | Maraton        | i.u.     | i.u.      | i.u.             | i.u.             | 2:18.39          | 44               |

Damer
| Idrottare           | Gren           | Heat          | Heat      | Semifinal        | Semifinal        | Final            | Final            |
| Idrottare           | Gren           | Resultat      | Placering | Resultat         | Placering        | Resultat         | Placering        |
| ------------------- | -------------- | ------------- | --------- | ---------------- | ---------------- | ---------------- | ---------------- |
| Leni Shida          | 400 m          | 52,48         | 6         | Gick inte vidare | Gick inte vidare | Gick inte vidare | Gick inte vidare |
| Halimah Nakaayi     | 800 m          | 2.00,92       | 4 q       | 2.04,44          | 8                | Gick inte vidare | Gick inte vidare |
| Winnie Nanyondo     | 800 m          | 2.02,02       | 2 Q       | 1.59,84 0SB0     | 5                | Gick inte vidare | Gick inte vidare |
| Winnie Nanyondo     | 1 500 m        | 4.02,24       | 2 Q       | 4.01,64          | 4 Q              | 3.59,80 0SB0     | 7                |
| Esther Chebet       | 5 000 m        | 15.11,47      | 12        | i.u.             | i.u.             | Gick inte vidare | Gick inte vidare |
| Sarah Chelangat     | 5 000 m        | 15.59,40 0SB0 | 19        | i.u.             | i.u.             | Gick inte vidare | Gick inte vidare |
| Prisca Chesang      | 5 000 m        | 15.25,72      | 15        | i.u.             | i.u.             | Gick inte vidare | Gick inte vidare |
| Mercyline Chelangat | 10 000 m       | i.u.          | i.u.      | i.u.             | i.u.             | 33.10,90         | 24               |
| Peruth Chemutai     | 3 000 m hinder | 9.12,72 0SB0  | 2 Q       | i.u.             | i.u.             | 9.01,45 0NR0     | 1                |
| Juliet Chekwel      | Maraton        | i.u.          | i.u.      | i.u.             | i.u.             | 2:53.40          | 69               |
| Immaculate Chemutai | Maraton        | i.u.          | i.u.      | i.u.             | i.u.             | 2:32.23          | 16               |

## Rodd
| Roddare              | Gren                   | Heat    | Heat      | Återkval | Återkval  | Kvartsfinal | Kvartsfinal | Semifinal | Semifinal | Final    | Final     |
| Roddare              | Gren                   | Tid     | Placering | Tid      | Placering | Tid         | Placering   | Tid       | Placering | Tid      | Placering |
| -------------------- | ---------------------- | ------- | --------- | -------- | --------- | ----------- | ----------- | --------- | --------- | -------- | --------- |
| Kathleen Grace Noble | Damernas singelsculler | 8.21,85 | 5 R       | 8.36,01  | 3 SE/F    | bye         | bye         | 8.31,67   | 2 FE      | 8:.07,00 | 26        |

Teckenförklaring: FA= A-final (medalj); FB=B-final (ingen medalj); FC= C-final (ingen medalj); FD= D-final (ingen medalj); FE=E-final (ingen medalj); FF=F-final (ingen medalj); SA/B=Semifinal A/B; SC/D=Semifinal C/D; SE/F=Semifinal E/F; QF=Kvartsfinal; R=Återkval

## Simning
| Idrottare       | Gren                   | Heat  | Heat      | Semifinal        | Semifinal        | Final            | Final            |
| Idrottare       | Gren                   | Tid   | Placering | Tid              | Placering        | Tid              | Placering        |
| --------------- | ---------------------- | ----- | --------- | ---------------- | ---------------- | ---------------- | ---------------- |
| Atuhaire Ambala | Herrarnas 100 m frisim | 54,23 | 63        | Gick inte vidare | Gick inte vidare | Gick inte vidare | Gick inte vidare |
| Kirabo Namutebi | Damernas 50 m frisim   | 26,63 | 47        | Gick inte vidare | Gick inte vidare | Gick inte vidare | Gick inte vidare |